# Campionat de l'NBA
Llista de temporades del campionat de l'NBA, amb el campió, subcampió, resultat de la final i els títols de "MVP Lliga Regular" i "Millor Entrenador".

## Historial
| Temporada | Campió                  | Subcampió                | Resultat | MVP Lliga Regular                    | Millor Entrenador                   |
| 1946-1947 | Philadelphia Warriors * | Chicago Stags            | 4-1      |                                      |                                     |
| 1947-1948 | Baltimore Bullets       | Philadelphia Warriors    | 4-2      |                                      |                                     |
| 1948-1949 | Minneapolis Lakers *    | Washington Capitols      | 4-2      |                                      |                                     |
| 1949-1950 | Minneapolis Lakers *    | Syracuse Nationals *     | 4-2      |                                      |                                     |
| 1950-1951 | Rochester Royals *      | New York Knicks          | 4-3      |                                      |                                     |
| 1951-1952 | Minneapolis Lakers      | New York Knicks          | 4-3      |                                      |                                     |
| 1952-1953 | Minneapolis Lakers      | New York Knicks          | 4-1      |                                      |                                     |
| 1953-1954 | Minneapolis Lakers      | Syracuse Nationals       | 4-3      |                                      |                                     |
| 1954-1955 | Syracuse Nationals      | Fort Wayne Pistons *:    | 4-3      |                                      |                                     |
| 1955-1956 | Philadelphia Warriors   | Fort Wayne Pistons       | 4-1      | Bob Pettit, St. Louis                |                                     |
| 1956-1957 | Boston Celtics          | Saint Louis Hawks *      | 4-3      | Bob Cousy, Boston                    |                                     |
| 1957-1958 | Saint Louis Hawks       | Boston Celtics           | 4-2      | Bill Russell, Boston                 |                                     |
| 1958-1959 | Boston Celtics          | Minneapolis Lakers       | 4-0      | Bob Pettit, St. Louis                |                                     |
| 1959-1960 | Boston Celtics          | Saint Louis Hawks        | 4-3      | Wilt Chamberlain, Philadelphia       |                                     |
| 1960-1961 | Boston Celtics          | Saint Louis Hawks        | 4-1      | Bill Russell, Boston                 |                                     |
| 1961-1962 | Boston Celtics          | Los Angeles Lakers       | 4-3      | Bill Russell, Boston                 |                                     |
| 1962-1963 | Boston Celtics          | Los Angeles Lakers       | 4-2      | Bill Russell, Boston                 | Harry Gallatin, St. Louis           |
| 1963-1964 | Boston Celtics          | San Francisco Warriors * | 4-1      | Oscar Robertson, Cincinnati          | Alex Hannum, San Francisco          |
| 1964-1965 | Boston Celtics          | Los Angeles Lakers       | 4-1      | Bill Russell, Boston                 | Red Auerbach, Boston                |
| 1965-1966 | Boston Celtics          | Los Angeles Lakers       | 4-3      | Wilt Chamberlain, Philadelphia       | Dolph Schayes, Philadelphia         |
| 1966-1967 | Philadelphia 76ers      | San Francisco Warriors   | 4-2      | Wilt Chamberlain, Philadelphia       | Johnny Kerr, Chicago                |
| 1967-1968 | Boston Celtics          | Los Angeles Lakers       | 4-2      | Wilt Chamberlain, Philadelphia       | Richie Guerin, St. Louis            |
| 1968-1969 | Boston Celtics          | Los Angeles Lakers       | 4-3      | Wes Unseld, Baltimore                | Gene Shue, Baltimore                |
| 1969-1970 | New York Knicks         | Los Angeles Lakers       | 4-3      | Willis Reed, New York                | Red Holzman, New York               |
| 1970-1971 | Milwaukee Bucks         | Baltimore Bullets *      | 4-0      | Kareem Abdul-Jabbar, Milwaukee       | Dick Motta, Chicago                 |
| 1971-1972 | Los Angeles Lakers      | New York Knicks          | 4-1      | Kareem Abdul-Jabbar, Milwaukee       | Bill Sharman, Los Angeles           |
| 1972-1973 | New York Knicks         | Los Angeles Lakers       | 4-1      | Dave Cowens, Boston                  | Tom Heinsohn, Boston                |
| 1973-1974 | Boston Celtics          | Milwaukee Bucks          | 4-3      | Kareem Abdul-Jabbar, Milwaukee       | Ray Scott, Detroit                  |
| 1974-1975 | Golden State Warriors   | Washington Bullets *     | 4-0      | Bob McAdoo, Buffalo                  | Phil Johnson, Kansas City-Omaha     |
| 1975-1976 | Boston Celtics          | Phoenix Suns             | 4-2      | Kareem Abdul-Jabbar, Los Angeles     | Bill Fitch, Cleveland               |
| 1976-1977 | Portland Trail Blazers  | Philadelphia 76ers       | 4-2      | Kareem Abdul-Jabbar, Los Angeles     | Tom Nissalke, Houston               |
| 1977-1978 | Washington Bullets      | Seattle SuperSonics      | 4-3      | Bill Walton, Portland                | Hubie Brown, Atlanta                |
| 1978-1979 | Seattle SuperSonics     | Washington Bullets       | 4-1      | Moses Malone, Houston                | Cotton Fitzsimmons, Kansas City     |
| 1979-1980 | Los Angeles Lakers      | Philadelphia 76ers       | 4-2      | Kareem Abdul-Jabbar, Los Angeles     | Bill Fitch, Boston                  |
| 1980-1981 | Boston Celtics          | Houston Rockets          | 4-2      | Julius Erving, Philadelphia          | Jack McKinney, Indiana              |
| 1981-1982 | Los Angeles Lakers      | Philadelphia 76ers       | 4-2      | Moses Malone, Houston                | Gene Shue, Washington               |
| 1982-1983 | Philadelphia 76ers      | Los Angeles Lakers       | 4-0      | Moses Malone, Philadelphia           | Don Nelson, Milwaukee               |
| 1983-1984 | Boston Celtics          | Los Angeles Lakers       | 4-3      | Larry Bird, Boston                   | Frank Layden, Utah                  |
| 1984-1985 | Los Angeles Lakers      | Boston Celtics           | 4-2      | Larry Bird, Boston                   | Don Nelson, Milwaukee               |
| 1985-1986 | Boston Celtics          | Houston Rockets          | 4-2      | Larry Bird, Boston                   | Mike Fratello, Atlanta              |
| 1986-1987 | Los Angeles Lakers      | Boston Celtics           | 4-2      | Magic Johnson, Los Angeles Lakers    | Mike Schuler, Portland              |
| 1987-1988 | Los Angeles Lakers      | Detroit Pistons          | 4-3      | Michael Jordan, Chicago              | Doug Moe, Denver                    |
| 1988-1989 | Detroit Pistons         | Los Angeles Lakers       | 4-0      | Magic Johnson, Los Angeles Lakers    | Cotton Fitzsimmons, Phoenix         |
| 1989-1990 | Detroit Pistons         | Portland Trail Blazers   | 4-1      | Magic Johnson, Los Angeles Lakers    | Pat Riley, Los Angeles Lakers       |
| 1990-1991 | Chicago Bulls           | Los Angeles Lakers       | 4-1      | Michael Jordan, Chicago              | Don Chaney, Houston                 |
| 1991-1992 | Chicago Bulls           | Portland Trail Blazers   | 4-2      | Michael Jordan, Chicago              | Don Nelson, Golden State            |
| 1992-1993 | Chicago Bulls           | Phoenix Suns             | 4-2      | Charles Barkley, Phoenix             | Pat Riley, New York                 |
| 1993-1994 | Houston Rockets         | New York Knicks          | 4-3      | Hakeem Olajuwon, Houston             | Lenny Wilkens, Atlanta              |
| 1994-1995 | Houston Rockets         | Orlando Magic            | 4-0      | David Robinson, San Antonio          | Del Harris, Los Angeles Lakers      |
| 1995-1996 | Chicago Bulls           | Seattle SuperSonics      | 4-2      | Michael Jordan, Chicago              | Phil Jackson, Chicago               |
| 1996-1997 | Chicago Bulls           | Utah Jazz                | 4-2      | Karl Malone, Utah                    | Pat Riley, Miami                    |
| 1997-1998 | Chicago Bulls           | Utah Jazz                | 4-2      | Michael Jordan, Chicago              | Larry Bird, Indiana                 |
| 1998-1999 | San Antonio Spurs       | New York Knicks          | 4-1      | Karl Malone, Utah                    | Mike Dunleavy Sr., Portland         |
| 1999-2000 | Los Angeles Lakers      | Indiana Pacers           | 4-2      | Shaquille O'Neal, Los Angeles Lakers | Doc Rivers, Orlando                 |
| 2000-2001 | Los Angeles Lakers      | Philadelphia 76ers       | 4-1      | Allen Iverson, Philadelphia          | Larry Brown, Philadelphia           |
| 2001-2002 | Los Angeles Lakers      | New Jersey Nets          | 4-0      | Tim Duncan, San Antonio              | Rick Carlisle, Detroit              |
| 2002-2003 | San Antonio Spurs       | New Jersey Nets          | 4-2      | Tim Duncan, San Antonio              | Gregg Popovich, San Antonio         |
| 2003-2004 | Detroit Pistons         | Los Angeles Lakers       | 4-1      | Kevin Garnett, Minnesota             | Hubie Brown, Memphis                |
| 2004-2005 | San Antonio Spurs       | Detroit Pistons          | 4-3      | Steve Nash, Phoenix                  | Mike D'Antoni, Phoenix              |
| 2005-2006 | Miami Heat              | Dallas Mavericks         | 4-2      | Steve Nash, Phoenix                  | Avery Johnson, Dallas               |
| 2006-2007 | San Antonio Spurs       | Cleveland Cavaliers      | 4-0      | Dirk Nowitzki, Dallas                | Sam Mitchell, Toronto               |
| 2007-2008 | Boston Celtics          | Los Angeles Lakers       | 4-2      | Kobe Bryant, Los Angeles Lakers      | Byron Scott, New Orleans Hornets    |
| 2008-2009 | Los Angeles Lakers      | Orlando Magic            | 4-1      | LeBron James, Cleveland Cavaliers    | Mike Brown, Cleveland Cavaliers     |
| 2009-2010 | Los Angeles Lakers      | Boston Celtics           | 4-3      | LeBron James, Cleveland Cavaliers    | Scott Brooks, Oklahoma City Thunder |
| 2010-2011 | Dallas Mavericks        | Miami Heat               | 4-2      | Derrick Rose, Chicago bulls          | Tom Thibodeau, Chicago Bulls        |
| 2011-2012 | Miami Heat              | Oklahoma City Thunder    | 4-1      | LeBron James, Miami Heat             | Gregg Popovich, San Antonio Spurs   |
| 2012-2013 | Miami Heat              | San Antonio Spurs        | 4-3      | LeBron James, Miami Heat             | George Karl, Denver Nuggets         |

*: Els equips assenyalats canvien de nom (fins a l'any 2005):
- Philadelphia Warriors: Golden State Warriors. (Equip que juga a la ciutat d'Oakland, (Califòrnia))
- Baltimore Bullets: Washington Wizards.
- Minneapolis Lakers: Los Angeles Lakers.
- Syracuse Nationals: Philadelphia 76ers.
- Rochester Royals: Sacramento Kings.
- Fort Wayne Pistons: Detroit Pistons.
- Saint Louis Hawks: Atlanta Hawks.
- San Francisco Warriors: Golden State Warriors.
- Washington Bullets: Washington Wizards.

## Palmarès
| Equip                                 | Campionats | Anys                                                                                                 |
| ------------------------------------- | ---------- | --- |
| Boston Celtics                        | 17         | 1957, 1959, 1960, 1961, 1962, 1963, 1964, 1965, 1966, 1968, 1969, 1974, 1976, 1981, 1984, 1986, 2008 |
| Minneapolis/Los Angeles Lakers        | 16         | 1949, 1950, 1952, 1953, 1954, 1972, 1980, 1982, 1985, 1987, 1988, 2000, 2001, 2002, 2009, 2010       |
| Chicago Bulls                         | 6          | 1991, 1992, 1993, 1996, 1997, 1998                                                                   |
| San Antonio Spurs                     | 4          | 1999, 2003, 2005, 2007                                                                               |
| Philadelphia/Golden State Warriors    | 3          | 1947, 1956, 1975                                                                                     |
| Syracuse Nationals/Philadelphia 76ers | 3          | 1955, 1967, 1983                                                                                     |
| Detroit Pistons                       | 3          | 1989, 1990, 2004                                                                                     |
| Miami Heat                            | 3          | 2006, 2012, 2013                                                                                     |
| New York Knicks                       | 2          | 1970, 1973                                                                                           |
| Houston Rockets                       | 2          | 1994, 1995                                                                                           |
| Baltimore Bullets                     | 1          | 1948                                                                                                 |
| Rochester Royals/Sacramento Kings     | 1          | 1951                                                                                                 |
| St. Louis/Atlanta Hawks               | 1          | 1958                                                                                                 |
| Milwaukee Bucks                       | 1          | 1971                                                                                                 |
| Portland Trail Blazers                | 1          | 1977                                                                                                 |
| Washington Bullets/Wizards            | 1          | 1978                                                                                                 |
| Seattle SuperSonics                   | 1          | 1979                                                                                                 |
| Dallas Mavericks                      | 1          | 2011                                                                                                 |